# Globicornis fasciata
Globicornis fasciata là một loài bọ cánh cứng trong họ Dermestidae. Loài này được Fairmaire & Brisout miêu tả khoa học năm 1859.